# Oscar Van Rumst
Oscar Theophiel Clothilda Van Rumst (Lokeren, 7 februari 1910 - aldaar, 10 juli 1960) was een Belgische atleet, die gespecialiseerd was in de lange afstand en het veldlopen. Hij nam eenmaal deel aan de Olympische Spelen, en veroverde op drie verschillende onderdelen dertien Belgische titels.

## Biografie
Van Rumst veroverde tussen 1930 en 1938 zeven Belgische titels op de 3000 m steeple en vier op de 5000 m.

### Olympische Spelen
Van Rumst nam deel aan de Olympische Spelen van 1936 in Berlijn. In de reeksen van de 3000 m steeplechase liep hij tot drie ronden voor het einde als tweede in het spoor van de Finse favoriet Volmari Iso-Hollo. Na een versnelling van de Fin moest hij afhaken en nog vier tegenstanders voorlaten. Ook op de 5000 m werd hij uitgeschakeld in de reeksen.

### Veldlopen
Van Rumst nam in de jaren 1930 van de 20e eeuw elf opeenvolgende keren deel aan de Landenprijs. Hij werd tweemaal vijfde en tweemaal zevende. In 1937 en 1938 werd hij Belgisch kampioen.

### Clubs
Oscar Van Rumst was aangesloten bij Racing AC Lokeren en AA Gent.
In zijn geboortestad Lokeren werd het atletiekstadion naar hem vernoemd.

## Belgische kampioenschappen
| Onderdeel           | Jaar                                     |
| ------------------- | ---------------------------------------- |
| 5000 m              | 1931, 1935, 1936, 1938                   |
| 3000 m steeplechase | 1930, 1931, 1933, 1934, 1935, 1936, 1938 |
| veldlopen           | 1937, 1938                               |

## Persoonlijk records
| Onderdeel           | Prestatie | Datum             | Plaats     |
| ------------------- | --------- | ----------------- | ---------- |
| 5000 m              | 15.01,4   | 1936              |            |
| 3000 m steeplechase | 9.29,4    | 25 september 1938 | Schaarbeek |

## Palmares

### 5000 m
- 1931:  BK AC – 15.53,6
- 1935:  BK AC – 15.11,6
- 1936:  BK AC – 15.29,4
- 1936: 12e reeks OS in Berlijn
- 1938:  BK AC – 15.35,0

### 3000 m steeple
- 1930:  BK AC – 10.02,0
- 1931:  BK AC – 12.24,8 (ronde te veel)
- 1933:  BK AC – 9.34,0
- 1934:  BK AC – 10.23,2
- 1935:  BK AC – 10.02,0
- 1936:  BK AC – 9.52,4
- 1936: 6e reeks OS in Berlijn – 10.05,0
- 1938:  BK AC – 9.29,4

### veldlopen
- 1930:  BK AC
- 1932:  BK AC
- 1935:  BK AC
- 1935: 5e Landenprijs in Parijs
- 1936: 7e Landenprijs in Blackpool
- 1937:  BK AC
- 1937: 7e Landenprijs in Brussel
- 1938:  BK AC
- 1939: 5e Landenprijs in Cardiff